# Beautiful Soul (Jesse McCartneys album)
Beautiful Soul är ett musikalbum med Jesse McCartney från 2004. Detta album är Jesses första.

## Låtlista
1. She's No You - 3:35
2. Beautiful Soul - 3:35
3. Get Your Shine On - 3:13
4. Take Your Sweet Time - 4:05
5. Without U - 3:12
6. Why Don't You Kiss Her? - 3:23
7. That Was Then - 3:45
8. Come To Me - 3:50
9. What's Your Name?  - 3:32
10. Because You Live  - 3:19
11. Why Is Love So Hard To Find? - 4:10
12. The Stupid Things - 3:37
13. Good Life (gömd låt) - 3:20
14. Best Day Of My Life

## Singlar
- Beautiful Soul
- She's No You
- Get Your Shine On
- Because You Live